# Itumbiara picticollis
Itumbiara picticollis är en skalbaggsart som först beskrevs av Bates 1881.  Itumbiara picticollis ingår i släktet Itumbiara och familjen långhorningar. Inga underarter finns listade i Catalogue of Life.